# 建部池田家
建部池田家（たけべいけだけ）は、武家・士族・華族だった家。もとは森寺氏を称し、安土桃山時代に池田氏に仕えてその重臣家となり、江戸時代には池田を称して岡山藩家老家となり、維新後には士族を経て華族の男爵家に列せられた。

## 歴史
もとは森寺氏を称し、伊勢国赤堀城主だったというが、森寺秀勝は織田氏を経て池田恒興に重臣として仕え、7000石を領した。二代忠勝の後を池田恒興の孫の長貞が継ぎ、その早世後も長貞の弟である長政が継いだことで池田を称するようになり、森寺池田家と呼ばれた。1632年の池田氏の岡山再入封の際に建部地域に陣屋を置き、1万4000石を食む家老家となった。そのため建部池田家とも称された。長尚の代に1万石に減封となった。
幕末・明治維新期の当主は池田博文とその養子博愛。博文は慶応2年（1866年）に隠居して養子博愛に家督を譲り、維新後には岡山藩大参事などを務めた。博愛は戊辰戦争で姫路や常陸に出兵した。
維新後には建部池田家は当初士族に列した。明治17年（1884年）に華族が五爵制になった際に定められた『叙爵内規』の前の案である『爵位発行順序』所収『華族令』案の内規（明治11年・12年ごろ作成）や『授爵規則』（明治12年以降16年ごろ作成）では旧万石以上陪臣が男爵に含まれており、建部池田家も男爵候補に挙げられているが、最終的な『叙爵内規』では旧万石以上陪臣は授爵対象外となったためこの時点で建部池田家は士族のままだった。
明治15年・16年ごろ作成と思われる『三条家文書』所収『旧藩壱万石以上家臣家産・職業・貧富取調書』は、池田博愛について旧禄高を1万石、所有財産は銀行株券76株（1株50円）、田一反歩、職業は無職、貧富景況は空欄となっている。
明治33年5月5日付けの宮内省当局側審査書類によれば、旧藩主一門と旧万石以上陪臣家の授爵詮議の際に、建部池田家は「旧禄高壱万石以上判明せしも五百円以上の収入を生ずべき財本を有せざる家」11家の中に分類されたため、この際には授爵されなかった。明治35年4月には宗家の池田章政侯爵が池田博愛と伊木忠愛の叙爵を宮内省に請願し、建部池田家の由緒や維新時の功績を挙げて授爵を求めたが、この当時も同家は500円以上の財本が確立できていなかったらしく授爵の沙汰は下りなかった。
明治39年8月付けの宮内省当局側立案書類によれば、有吉虎若（有吉家）、日置健太郎（金川日置家）、伊木忠愛（伊木家）、土倉光三郎（土倉家）、沢村重（沢村家）、荒尾之茂（米子荒尾家）、荒尾嘉成（倉吉荒尾家）、藤堂憲丸（名張藤堂家）とともに池田博愛の授爵が建議され、資産500円以上を生じる財産を確立したとされて同年9月17日付けで華族の男爵に叙せられた。
2代男爵博知の代に建部池田男爵家の住居は岐阜県海津郡今尾町にあった。